# Грабувка (Кендзежинсько-Козельський повіт)
Грабувка (пол. Grabówka, нім. Sackenhoym) — село в Польщі, у гміні Берава Кендзежинсько-Козельського повіту Опольського воєводства.
Населення — 406 осіб (2011).

## Демографія
Демографічна структура станом на 31 березня 2011 року:
|          | Загалом | Допрацездатний вік | Працездатний вік | Постпрацездатний вік |
| -------- | ------- | ------------------ | ---------------- | -------------------- |
| Чоловіки | 206     | 39                 | 146              | 21                   |
| Жінки    | 200     | 33                 | 128              | 39                   |
| Разом    | 406     | 72                 | 274              | 60                   |